# ببتيد لاريبوزومي

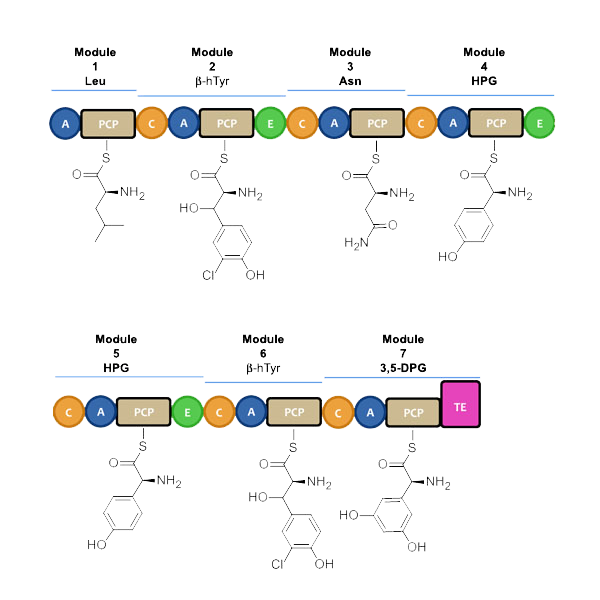

الببتيدات اللاريبوزومية Nonribosomal Peptides : وهي مركبات كيميائية ذات سلاسل خطية أو حلقية من الحموض الأمينية التي تكون بشكل نواتج طبيعية من الاستقلاب الثانوي في الكائنات الدقيقة مثل الميكروبات والبكتيريا والفطور، وممكن ان تنتج الببتيدات اللاريبوزومية من كائنات أكثر تطورا مثل عاريات الخيشوم.
ولكن يعتقد أنها تنتج من البكتيريا في داخل تلك الكائنات..وبما أن هناك الكثير من الببتيدات التي تصطنع عن طريق الريبوزومات في الخلية، فإن مصطلح الببتيدات الللاريبوزومية يشير اصطلاحا إلى نوع محدد من الببتيدات سيتم مناقشته في هذه المقالة.
يتم اصطناع الببتيدات اللاريبوزومية بواسطة إنزيمات خاصة تدعى الببتيد سينثيز، وهي إنزيمات تختلف عن الريبوزوم في انها مستقلة عن الحمض الريبي النووي الرسول mRNA .. وكل إنزيم اصطناع لاريبوزي يمكن أن يصنع نوعا واحدا من الببتيدات.. عادة تكون الببتيدات اللاريبوزي ذات بنية حلقية أو متفرعة الشكل، وممكن ان تحوي في تركيبها حموضا أمينية غير بروتينية، بمعنى انها تحوي مماكبات الحموض الأمينية ذات الصيغة D بالإضافة إلى حموض أمينية ذات الصيغة L، وممكن ان يجري عليها تعديلات مثل إضافة مشتق الفورميل للحمض الأميني ( البادئ للسلسلة الأمينية ميثيونين كما في البكتيريا، أو ابقاء الحمض الأميني الميثيونين البادئ للسلسلة الأمينينة كما هو، أو إضافة مجموعة الفورميل أو الميثيل على جذور النتروجين الموجودة في السلسلة الحمضية الأمينية، أو إضافة جذور الغليكوز، أو جذور الأسيتيل، أو جذورالهالوجين، أو جذورالهيدروكسي. وذلك تهيئة لتفاعلات لاحقة تؤدي لتشكيل حلقة أو تفرع على الهيكل البنيوي للببتيد..في حال تشكيل حلقة من هيكل الببتيد فإن الببتيدات الناتجة تعرف باسم الاوكسازولينات أو الثيازولينات، والتي يمكن أن تخضع لاحقا لعملية أكسدة بفعل إنزيمات اصطناع لاحقة، فتقوم هذه الإنزيمات بنزع جزئية ماء من سلسلة الببتيد بحيث تنزع جذر الهيدروكسيل من الحمض الأميني السيرين الموجود في هيكل الببتيد وذرة هيدورجين من حلقة الثيازولين أو الأوكسازولين المجاورة للسيرين. وبالتالي تشكيل ببتيدات تعرف بخصائص مضادة للالتهاب، وللسرطان وللبكتيريا، تعرف هذه الببتيدات باسم ببتيدات الأوكسازول والثيازول.
هذا فقط مثال واحد على التغييرات التي قد تطرأ على الببتيدات اللاريبوزية بفعل إنزيمات الاصطناع Peptide synthase، وقد تكون الببتيدات اللارييوزومية في بعض الأحيان قصيرة ومؤلفة من حمضين أو ثلاث حموض أمينية، فيطرأ على هيكلها تعديلا كيميائيا بفعل تلك الإنزيمات، فتؤدي لتشكيل بنية حلقية أو متفرعة مع الجزيئات المثيلة لها مثل الثيولاكتونات.
إن عائلة الببتيدات اللاريبوزومية هي عائلة متنوعة من النواتج الطبيعية، وتضم طيفا واسعا من الوظائف الحيوية التي يجعل لها صفات دوائية..فقد تكون اليتها كمركبات سامة، أو ترتبط بالحديد والعناصر الأساسية Siderophore في عملية الانتان البكتيري فتمنع البكتيريا اتمام الالتهاب.. لذلك، وبفضل تلك الخصائص والاليات التي تقوم بها، فان الببتيدات اللاريبوزومية تضم طائفة من المضادات الحيوية، ومانعات النمو للخلايا السرطانية، وكابحات المناعة، وهي مركبات دوائية متوفرة في السوق حاليا..

## الاصطناع الحيوي للببتيدات
كما ذكرنا سابقا فان الببتيدات اللاريبوزومية يتم اصطناعها عن طريق إنزيمات متخصصة تعرف باسم الإنزيمات الصانعة الللاريبوزومية. هذه الإنزيمات يتم إنتاجها في البكتيريا من جينات وظيفية لها نفس المشغل مشغل (أحياء) المسؤول عن عن الببتيد المصطنع.. ويتم إنتاجها في الخلايا الحقيقية من قطاعات جينية Gene cluster تفعَل من نفس المشغل Operon ، بحيث أن تلك الجينات تستنسخ الحمض الريبي النووي الرسول المشفر لسلسلة الببتيد وللإنزيمات اللازمة لتغييره معا وبنفس الوقت. فتتم ترجمة سلسلة طويلة من الحموض الأمينية تضم الببتيد الخام، والإنزيم اللازم لمعالجته معا وفي آن واحد.. ثم بعد الانفصال عن الريبوزوم.. تقوم الإنزيمات المصطنعة بالتفعيل ومعالجة الببتيد باضافة جذورا أمينية لسلسلة الببتيد، أو حشر جذر اسيتيلي، أو جذر بروبيوني وبالتالي يكون الببتيد عرضة لتفاعلات أخرى تتغير بنتيه فياخذ وظيفته وفقا لشكله الجديد، ويؤدي مهمة مخصصة في تثبيط البكتيريا أو تخفيض ردة الفعل المناعية، أو زيادتها، أو تثبيط جزيئات أخرى..
إن الية عمل تلك الإنزيمات في الببتيدات تشبه الية عمل اصطناع الحموض الدسمة ومتعددات الكيتيد.

## مراحل عمل إنزيمات الاصطناعية للببتيد اللاريبوزومي في الخلية
تتضمن مراحل العمل في الخلية لإنتاج الببتيدات اللاريبوزمية ما يلي:
- الابتداء: من خلال إضافة جذر الفورميل إلى الحمض الأميني البادئي في سلسلة الببتيد، وهو الميتيونين على الطرف النتروجيني من السلسلة الببتيدية
- التمديد/ وتطويل السلسة الببتيدية: من خلال إضافة جذر الادينيل إلى الطرف الكربونية من السلسلة الببتيدية. ومن ثم ضم حمض أميني جديد للسلسة المنشطة بفعل الادينيل، أو من خلال نزع جزئية ماء من حمضين أمينيين متجاورين في السلسلة الببتيدية والحاقه بعملية أكسدة أو ارجاع وتشكيل حلقة ثابتة كيميائيا، أو من خلال تحويل حمض أميني إلى الشكل المماكب D.
- الإنهاء: من خلال تحرير السلسلة الببتيدية من الإنزيم الاصطناعي بواسطة إنزيم يدعى ثيو-استيراز، ويلحق ذلك عملية إرجاع كيميائية لتشكيل طرف كحولي أو الدهيدي من السلسلة الببتيدية.

## المواد المطبوعة
- Dirk Schwarzer؛ Robert Finking؛ Mohamed A. Marahiel (2003). "Nonribosomal peptides: from genes to products". Nat. Prod. Rep. ج. 20 ع. 3: 275–87. DOI:10.1039/b111145k. PMID:12828367.
- Mohamed A. Marahiel؛ Torsten Stachelhaus؛ Henning D. Mootz (1997). "Modular Peptide Synthetases Involved in Nonribosomal Peptide Synthesis". Chem. Rev. ج. 97 ع. 7: 2651–2674. DOI:10.1021/cr960029e. PMID:11851476.
- Segolene Caboche؛ Maude Pupin؛ Valerie Leclere؛ Arnaud Fontaine؛ Philippe Jacques؛ Gregory Kucherov (2008). "NORINE: a database of nonribosomal peptides". Nucleic Acids Research. 36(Database issue) ع. Database issue: D326–31. DOI:10.1093/nar/gkm792. PMC:2238963. PMID:17913739.